# Carlos López Moctezuma
Carlos López Moctezuma Pineda (* 19. November 1909 in Mexiko-Stadt; † 14. Juli 1980 in Aguascalientes) war ein mexikanischer Schauspieler.

## Leben
Carlos López Moctezuma, der elfte und jüngste Sohn eines hochrangigen Vertreters der Staatlichen mexikanischen Eisenbahngesellschaft, besuchte einige der besten Schulen des Landes und erhielt Schauspielunterricht bei Fernando Soler. Nach Bühnenerfahrung absolvierte er 1938 seinen ersten Filmauftritt und entwickelte sich im Verlauf seiner über 210 Filme währenden Karriere zum Vorzeige-Schurken des mexikanischen Kinos. Seinen endgültigen Durchbruch schaffte er mit seiner Interpretationen des schurkischen Landbesitzers Sandoval in Rio Escondido 1948 und des Don Feliz in Die Rebellion der Gehenkten im Jahr 1954. Zweimal interpretierte er Rodolfo Fierro, Leutnant unter Pancho Villa, der von Pedro Armendáriz dargestellt wurde.
Auch dem Theater blieb er verhaftet; er leitete eine eigene Schauspielertruppe, die sich auf Stücke fremdsprachiger Autoren spezialisierte. Seit den Anfängen des mexikanischen Fernsehens konnte man López Moctezuma auch in dessen Theatersendungen sehen.
López Moctezuma wurde, nachdem er bereits 1946 nominiert worden war, 1949, 1953 und posthum 1982 mit dem mexikanischen Filmpreis, dem Premio Ariel, ausgezeichnet.
Mitte der 1930er Jahre hatte er die Schauspielerin Josefina Escobedo (1914–1997) kennengelernt, die er heiratete und mit der er zwei Söhne hatte.

## Filmografie (Auswahl)
- 1937: Diaz der Stierkämpfer (¡Ora Ponciano!)
- 1938: Los dos cadetes
- 1942: Amanecer ranchero
- 1942: Así se quiere en Jalisco
- 1942: El conde de Montecristo
- 1948: Rio Escondido
- 1949: Der verlassene Hof (El rencor de la tierra)
- 1953: Die Hochmütigen (Les Orgueilleux)
- 1954: Rebellion der Gehenkten (La rebelión de los colgados)
- 1956: Verbotener Strand (Playa prohibida)
- 1958: Der Rebell von Bella Vista (Una cita de amor)
- 1957: Teufelsgeneral Pancho Villa (Aqui es Pancho Villa)
- 1960: Pancho Villa – Sieg und Verrat (Pancho Villa y la Valentina)
- 1960: La llamada de la muerte
- 1963: La maldición de la Llorona
- 1964: Preludio 11
- 1965: Viva Maria!
- 1969: La horripilante bestia humana
- 1978: Cuchillo – Todeslied der Apachen (Cuchillo)